# Kountze
Kountze ist eine Stadt im US-Bundesstaat Texas in den Vereinigten Staaten und der Verwaltungssitz des Hardin County.

## Geschichte
Kountze wurde ursprünglich als Eisenbahnstadt im Jahr 1881 gegründet. Die Stadt wurde nach Herman und Augustus Kountze benannt, den Geldgebern der Sabine and East Texas Railroad. Kountze ist der Sitz des Hardin County und rühmt sich einer Fläche, die zu mehr als 89 % aus bewaldetem, üppig grünem Terrain besteht. In der Gegend wird Schnittholz produziert.
Kountze beschreibt sich selbst als Das große Licht im großen Dickicht (Big Thicket). Das Dickicht ist ein riesiges Gebiet mit verworrenen, oft undurchdringlichen Wäldern, Bächen und Sümpfen, das einen 80 Kilometer langen Kreis im Südosten von Texas einnimmt, etwa 40 Kilometer nördlich von Beaumont. In der Region befindet sich die Wiege der Ölindustrie der Vereinigten Staaten. Heute sind Teile des Dickichts als Big Thicket National Preserve national geschützt.
Im Jahr 1991 wurde Kountze die erste amerikanische Stadt mit einem muslimischen Bürgermeister, einem Afroamerikaner namens Charles Bilal.

## Demografie
Nach der einer Schätzung von 2019 leben in Kountze 2108 Menschen. Die Bevölkerung teilt sich auf in 73,1 % nicht-hispanische Weiße, 15,8 % Afroamerikaner, 1,3 % Asiaten und 0,9 % mit zwei oder mehr Ethnizitäten. Hispanics oder Latinos machten 7,7 % der Bevölkerung aus. Das mittlere Haushaltseinkommen lag bei 55.682 US-Dollar und die Armutsquote lag bei 16,4 % der Bevölkerung.
| Jahr | Einwohner¹ |
| ---- | ---------- |
| 1890 | 295        |
| 1950 | 1651       |
| 1960 | 1768       |
| 1970 | 2173       |
| 1980 | 2716       |
| 1990 | 2056       |
| 2000 | 2115       |
| 2010 | 2123       |

¹ 1950 – 2010: Volkszählungsergebnisse